# Gosa
Gosa ou Ghosha foi o sétimo imperador do Império Sunga, dinastia que se estendeu num período de tempo entre o ano de 185 a.C. e o ano 73 a.C. Foi antecedido no trono por Pulindaca e sucedido por Vajramitra.